# Vasilije II., veliki knez Moskve
Vasilije II. Slijepi (10. ožujka 1415. – 27. ožujka 1462.) je bio veliki knez Moskve.

## Prva vladavina – 1425. – 1433. godine
Vasilije II. je bio najstarije dijete Vasilija I. i Sofije. Za njega bi se moglo slobodno reći da je bio čudesno dijete pošto je bio rođen tek u dvadeset i petoj godini braka. U trenutku očeve smrti on ima samo deset godina što će se pokazati kao najvažniji razlog za sve probleme koji će uskoro uslijediti. Kao i za svakog drugog vladara koji je dijete tako i za ovoga je postavljen regent koji upravlja državom u njegovo ime. Kako se kraj regenstva približavao tako je njegov stric Juraj odlučio da spriječi prirodni razvoj događaja i s javnim pozivom na pobunu 1430. godine. Sljedeće tri godine tada prolaze u zavjerama i manjim bitkama od kojih jedini profit izvlače feudalci skupo naplaćujući svoju lojalnost. Jači je na kraju Juraj koji osvaja Moskvu i kruni se za velikog kneza 1433. godine.

## Druga vladavina – 1434. – 1446. godine
Novi vladar se tada nije usudio pogubiti Vasilija nego mu udijeluje milost i šalje ga maleni gradić imena Kolamna. Ta odluka se novom velikom knezu ubrzo obija o glavu pošto se oboreni vladar odmah pobunio. Tijekom novoga rata koji usljeđuje Vasilije Slijepi pobijeđuje 1434. godine Vasilija Jurjeviča koji nasljeđuje preminulog Jurja. Odlučujuću pomoć u ovom ratu pruža protivnikov brat Dimitrije Jurjevič koji osjetivši se zapostavljenim pomaže povratak na vlast Vasilija II.
Završetak ovoga građanskog rata nije uspio donjeti mir napaćenoj državi. Istovremeno s njim je trajao i građanski rat u Zlatnoj Hordi koja se tada definitivno raspada. Jedan od tamošnjih gospodara rata je uspio osnovati Kazanski Kanat i kao potvrdu svoje nove moći napada Moskovsku veliku kneževinu i neuspješno opsjeda sam glavni grad 1439. godine. U pokušaju da dobije ovaj novi neželjeni rat Vasilije II. 1445. godine kreće na vojni pohod koji završava katastrofom. Moskovska vojska je bila razbijena a sam veliki knez zarobljen. Na kraju Vasilije će biti pušten 5 mjeseci kasnije kada njegova država plaća veliku otkupninu.
Koristeći se ovakvim razvojem događaja Dimitrije Jurjevič nastavljajući stopama svoga oca i brata odlučuje preuzeti vlast u državi. Njegov državni udar kojim obara Vasilija 1446. godine zabilježava trenutačni potpuni uspjeh. Kako bi uspjeh bio potpun on 1446. osljepljuje Vasilija čime po ruskom zakonu postaje nesposoban vladati. Nakon osljepljivanja Vasilije je bio ponovno poslan u provincijski gradić što je bila greška koja se ne oprašta. 

## Treća vladavina – 1448. – 1464. godine
Bez obzira na slijepoću stari knez je imao dovoljno prijatelja koji su počeli praviti zavjere za njegov povratak na vlast. Jedna od njih na kraju ostvaruje uspjeh i 1448. Vasilije II. je opet postao veliki knez Moskve. Ostatak svoje vladavine ovaj knez provodi u likvidiranju malenih moćnih feudalaca koji su odigrali veliku ulogu u prijašnjim uzurpacijama. Sličnu sudbinu doživljavaju i kneževine Suzdal, Pskov, Kirov (današnje ime grada) kao i Novgorodska republika pošto gube svoju nezavisnost i postaju Moskovski vazali. To očvršćavanje centralne vlasti tijekom posljednjeg perioda Vasilija je bilo otežano samo povremenim tatarskim pljačkaškim pohodima.
Bez obzira na to što je u trenutku smrti Vasilija II. 27. ožujka 1462. godine Moskva u teoriji tatarski vazal, ona je u potpunosti samostalna država. Naslijedio ga je sin Ivan III.
| Prethodnik: | knez Moskve | Nasljednik: |
| Vasilije I. | knez Moskve | Juraj (II). |

| Prethodnik:     | knez Moskve | Nasljednik:     |
| Vasilije (III). | knez Moskve | Dimitrije (II). |

| Prethodnik:     | knez Moskve | Nasljednik: |
| Dimitrije (II). | knez Moskve | Ivan III.   |